# Hillsboro (Wirginia Zachodnia)
Hillsboro – miasto w Stanach Zjednoczonych, w stanie Wirginia Zachodnia, w hrabstwie Pocahontas.